# Christo Jowow
Christo Georgiew Jowow (bulgarisch Христо Георгиев Йовов; * 4. November 1977 in Swoge) ist ein ehemaliger bulgarischer Fußballspieler. Er bestritt insgesamt 340 Spiele in der bulgarischen A Grupa, der deutschen Bundesliga, der chinesischen Super League und der zyprischen First Division. In den Jahren 2006, 2007 und 2009 gewann er mit Lewski Sofia die bulgarische Meisterschaft.

## Karriere
Jowow begann seine Karriere in der Jugendmannschaft von Lewski Sofia, von wo er im Januar 1995 in die erste Mannschaft geholt wurde. Insgesamt spielte er zwei Jahre in der ersten Mannschaft seines Stammvereins, in diesen Jahren wurden die Plätze zwei und vier erreicht, zuvor konnte er 1995 den Meistertitel gewinnen.
Im Winter 1998 wechselte er nach Deutschland zum TSV 1860 München. Bei den Löwen spielte er insgesamt neun Spiele in der Bundesliga und erzielte einen Treffer. Die 60er wurden am Ende der Saison 1998/99 Neunter der 1. Bundesliga. Ein anschließender Wechsel zum damaligen Zweitligisten 1. FC Köln war bereits ausgehandelt, doch laut Vereinsführung nahm man nach „inakzeptablen Nachforderungen“ direkt wieder Abstand, obwohl Jowow bereits auf dem Mannschaftsfoto zu sehen war.
Daraufhin kehrte er im Juli 1999 nach Bulgarien zurück und wechselte zu Lokomotive Sofia. Diesen verließ er dann zu Litex Lowetsch. In knapp vier Jahren bei Litex konnte 2004 der bulgarische Pokal gewonnen werden. 2003 machte Jowow einen Intermezzo in der Volksrepublik China und spielte eine halbe Saison beim Liaoning FC.
2004 kehrte er zu Lewski Sofia zurück. Drei Jahre lang trug er wieder das Lewski-Dress. In diesen drei Jahren wurden zwei Meistertitel, zwei Pokalsiege und zwei Supercups gewonnen. Im Frühjahr 2008 war der Stürmer bei Aris Limassol auf Zypern aktiv, den er zum Lokalrivalen Apollon Limassol zur Saison 2008/09 verließ. Nach nur einer halben Saison bei Apollon kehrte er 2009 wiederum zu Lewski zurück. Dort konnte bisher der vierte Meistertitel seiner Karriere und der dritte Supercup gewonnen werden. Im Jahr 2013 beendete er seine Laufbahn.
Für die Nationalmannschaft Bulgariens spielte Jowow bisher 29 Mal und erzielte fünf Treffer.

## Titel und Erfolge
- bulgarischer Meister 1995, 2006, 2007, 2009
- bulgarischer Pokalsieger 2004, 2005, 2007
- bulgarischer Supercupsieger 2005, 2007, 2009